# Владимир Судец
Владимир Александрович Судец (рус. Владимир Александрович Судец; Дњепропетровск, 23. октобар 1904 — Москва, 6. мај 1981) маршал авијације Совјетског Савеза, Херој Совјетског Савеза, Херој Народне Републике Монголије и народни херој Југославије.

## Биографија
Рођен је 23. октобра 1904. године у Дњепропетровску (Украјина), у радничкој породици. Члан Комунистичке партије Совјетског Савеза је постао 1924. године, а у редове Црвене армије, укључио се септембра 1925. године. Војнотехничку школу ратног ваздухопловства завршио је 1927, школу ратних пилота 1929, курсеве за усавршавање старешинског кадра похађао је 1931. и 1933. године, а од 1937. до 1939. године школовао се у Војној академији „Фрунзе“.
Од 1929. године до почетка Великог отаџбинског рата, налазио се на разним командним дужностима у Црвеној армији.
У време Великог отаџбинског рата, 1941 — 1945. године, командова је авијатичарским корпусом, био командант ратног ваздухопловства и Војног округа, од јуна до септембра 1942. године командовао је Првом бомбардерском армијом, од септембра 1942. до марта 1943. године ваздухопловним бомбардерским корпусом, а од марта 1943. 17. ваздухопловном армијом. Учествовао је у биткама на Југозападном, Вороњешком, Калињинском, Северозападном, Волховском, Лењинградском, Трећем украјинском фронту, приликом пробоја блокаде Лењинграда, у Курској бици, приликом ослобођења Украјине, Румуније, Бугарске, Мађарске, Аустрије и Чехословачке.
У току здружених акција Црвене армије и Народноослободилачке војске Југославије на територији Србије, ујесен 1944. године, Владимир Судец је командовао 17. ваздухопловном армијом. Ратна дејства ове армије допринела су успеху Београдске операције и ослобођењу главног града Југославије.
После рата, Владимир се налазио на командним положајима у совјетској армији. Био је начелник Главног штаба ратних ваздухопловних снага, начелник виших официрских курсева. Вишу војну академију „Ворошилов“ завршио је 1950. године. Указом Президијума Врховног совјета СССР, од 11. марта 1955. године, унапређен је у чин маршала авијације.
Од 1955. до 1962. године, Судец је командант даљинске авијације и заменик главног команданта ратног ваздухопловства, од 1962. главни командант јединица противваздушне одбране Совјетског Савеза, заменик министра одбране и заменик главног команданта оружаних снага земаља Варшавског пакта. Од јула 1966. године, маршал авијације Владимир Судец је био војни инспектор у групи генералних инспектора. Био је и кандидат за члана ЦК КПСС и депутат Врховног совјета Совјетског Савеза у шест сазива.
Умро је 6. маја 1981. године у Москви. Сахрањен је на московском гробљу Новодевичје у Алеји хероја.

## Одликовања
Маршал авијације Владимир Судец одликован је са:
- четири Ордена Лењина
- пет Ордена Црвене заставе
- Орденом Октобарске револуције
- Орденом Суворова, првог и другог реда
- Орденом Кутузова, првог степена
- Орденом за службу Отацбини у војсци Совјетског Савеза, трећег реда

Од Југословенских одликовања носилац је:
- Ордена Партизанске звезде са златним венцем

Херојем Совјетског Савеза проглашен је 28. априла 1945. године. За хероизам у борби против заједничког непријатеља, председник СФРЈ, Јосип Броз Тито, одликовао га је 20. октобра 1964. године Орденом народног хероја Југославије.
Поред овога био је и Херој Народне Републике Монголије, почасни грађанин Запорожја и Тираспоља.